# Gökan Lekesiz
Gökan Lekesiz (* 25. Januar 1991 in Viersen) ist ein deutscher Fußballspieler, der seit 2021 beim FSV Duisburg unter Vertrag steht.

## Karriere
Zwischen 2007 und 2010 spielte Lekesiz bei Borussia Mönchengladbach jeweils in der B- und A-Junioren-Bundesliga. Anschließend erfolgte ein Wechsel zur zweiten Mannschaft von Alemannia Aachen, für die er zwei Jahre lang in der damaligen NRW-Liga auflief. In der Saison 2012/13 wurde Lekesiz von Rot-Weiß Oberhausen verpflichtet. Dort schoss er in der Oberliga Niederrhein regelmäßig Tore, sodass er auch in der Regionalliga West für die Profi-Mannschaft zum Einsatz kam.
In der Folgesaison verpflichtete der MSV Duisburg den Stürmer. Auch hier wurde er überwiegend in der zweiten Mannschaft in der Oberliga Niederrhein eingesetzt. Sein Debüt in der 3. Liga gab er schließlich am 23. November 2013, als er gegen die SpVgg Unterhaching in der 72. Minute eingewechselt wurde. Sein Tor-Debüt für die Profi-Mannschaft des MSV feierte er im Niederrhein-Pokalfinale beim 5:2-Erfolg gegen den TV Jahn Hiesfeld. Unter Trainer Gino Lettieri wurde Lekesiz für die Saison 2014/15 in den Profikader der Zebras übernommen, wurde allerdings auch im Anschluss daran nur sporadisch aufgeboten und lief überwiegend weiter für die zweite Mannschaft auf. 2015 gelang dem MSV die Rückkehr in die 2. Bundesliga.
Im Vorfeld der Spielzeit 2015/16 unterschrieb Lekesiz beim niederländischen Zweitligisten Fortuna Sittard. Mit seinem neuen Arbeitgeber strebte er den Aufstieg in die höchste Liga der Niederlande an. Das misslang jedoch mit Abschlussrang 16 deutlich. Lekesiz kehrte daraufhin zur Saison 2016/17 nach Deutschland zurück und schloss sich dem Regionalligisten SC Wiedenbrück an, wo er Stammspieler war; auch hier folgte aber mit Platz 14 eine enttäuschende Saison in der Regionalliga West, weshalb er den Verein bereits nach einem Jahr wieder verließ und in die Türkei zum Drittligisten Sancaktepe FK wechselte. Nach einem Jahr und nur 13 Ligaspielen mit 2 Toren, folgte ein Wechsel zum Amed SK in die zweite türkische Liga. Mit Platz 8 gelang dort eine durchschnittliche Saison, Lekesiz war aber nur zu 19 Einsätzen in der Liga gekommen und kehrte daraufhin im Sommer 2019 nach Deutschland zurück, wo er beim SV Straelen einen Vertrag unterzeichnete. Mit dem Verein gelang in der Saison 2019/20 mit dem Meistertitel der Aufstieg in der Fußball-Oberliga Niederrhein. Lekesiz kam dabei zu 17 Ligaeinsätzen, bei denen er fünf Tore erzielte. Zur Saison 2020/21 wechselte er zum Ligakonkurrenten FC Wegberg-Beeck, mit denen er fortan in der Regionalliga West auf die Straelener traf. Nach 10 Einsätzen ohne Tor und dem erneuten Verpassen eines Stammplatzes wechselte er zur nachfolgenden Saison 2021/22 zum FSV Duisburg in die Oberliga Niederrhein.

## Erfolge
MSV Duisburg
- 2013/14: Niederrheinpokalsieger
- 2014/15: Aufstieg in die 2. Fußball-Bundesliga als Vizemeister der 3. Liga

SV Straelen
- 2019/20: Aufstieg in die Regionalliga West als Meister der Oberliga Niederrhein